# Loki (Marvel)
Loki is een personage uit de strips van Marvel Comics, gebaseerd op de god Loki uit de Noorse Mythologie. Hij verscheen voor het eerst in het stripboek Venus #6 (Augustus 1949), waarin hij werd afgebeeld als een van de Olympische goden verbannen naar de onderwereld. Hij maakte zijn officiële debuut in Journey into Mystery (1e serie) #85 (Oktober 1962), waarin hij werd geherintroduceerd door Stan Lee en Larry Lieber. Loki’s belangrijkste bijdrage aan de Marvel-strips is ongetwijfeld het feit dat de originele Avengers zijn ontstaan dankzij hem.
De Nederlandse stem van Loki is Fred Meijer, voorheen was dit Just Meijer.

## Biografie
Loki is geen Asgardiaan, maar de zoon van Laufey; de leider van de Vorstreuzen. Zij zijn oude vijanden van de Asgardianen. Loki werd als baby gevonden door Odin nadat hij Laufey had verslagen. Odin voedde Loki op samen met zijn biologische zoon Thor.
Hun hele jeugd heerste er al een vijandschap tussen Thor en Loki, vooral vanwege het feit dat Loki zich overschaduwd voelde door zijn broer. Loki was duidelijk inferieur aan zijn adoptiebroer op het gebied van kracht en moed, maar had wel zo zijn eigen vaardigheden op het gebied van magie die hij leerde van zijn moeder. Hij hoopte met zijn magie ooit Asgard te veroveren.
Loki’s natuurlijke talent voor het creëren van chaos en onheil ontwikkelde zich toen hij volwassen werd, wat hem de bijnaam ‘god der onheil’ opleverde. Zijn streken namen echter steeds serieuzere vormen aan en werden steeds gewelddadiger, waardoor hij al snel de god van het kwaad werd genoemd. Odin werd het uiteindelijk zat en zette Loki gevangen. Maar na een tijdje brak Loki weer uit. Hij bevocht zijn broer Thor meerdere malen. Loki confronteerde Thor zowel persoonlijk als door middel van (niet altijd vrijwillige) helpers. Zo was hij verantwoordelijk voor de creatie van de superschurk Absorbing Man. Loki’s plannen richtten zich ook op de Aarde, wat hem in conflict bracht met Aardse superhelden. Dit leidde echter tot de vorming van de Avengers.
Ondanks zijn haat tegen Odin en Thor hielp Loki meerdere malen Asgard te verdedigen. Al was dat alleen maar omdat de vijand in kwestie Asgard vaak wilde vernietigen, terwijl Loki er enkel over wil heersen.
Het was al voorspeld dat Loki uiteindelijk de vijanden van Asgard het ‘Eeuwige Rijk’ binnen zou leiden, en dit zou vernietigen in een laatste conflict genaamd Ragnarok. Loki volbracht deze voorspelling door de vijanden van Asgard te leiden in hun gevecht tegen de Asgardianen. Tijdens dit gevecht bleek dat de geboorte, leven en dood van de Asgardianen zich voltrok in een steeds herhalende cyclus, geleid door wezens bekend als ‘Those Who Sit Above in Shadow’. Thor was in staat een einde te maken aan de voortdurende cyclus. Alle Asgardianen stierven in het laatste gevecht, behalve Thor, die in een diep slaap belandde. Aangezien de ‘Those Who Sit Above’ ditmaal ook stierven is het niet bekend of de Asgardianen weer tot leven zullen komen.
Gedurende de “Civil War” verhaallijn keerde Thors hamer Mjolnir terug naar de aarde. Ook verscheen er een kloon van Thor, wat in kan houden dat Loki binnenkort ook op een of andere manier zal terugkeren. De kloon van Thor is vernietigd door Hercules (door de kloon zijn eigen hamer) en in een comic van de Fantastic Four komt iemand de hamer halen met de initialen D.B.(Donald Blake, Thors alter ego). Nu blijkt ook dat Thor is teruggekeerd met een nieuw harnas, zonder baard (dat wil zeggen dat zijn littekens weg zijn) en waarschijnlijk ook Asgard. En waar Asgard en Thor is, zal Loki er ook wel bij komen op zijn eigen manier.

## Andere versies
Ultimate Loki
De Ultimate Marvel versie van Loki verscheen voor het eerst in deel twee van de Ultimates als de kwaadaardige halfbroer van Thor. Deze Loki lijkt de gave te hebben om de realiteit te veranderen. De exacte oorsprong van zijn krachten is nog niet onthuld. Ook is niet bekend hoe sterk hij precies is.
Kid Loki
Kid Loki is een versie van Loki die zich bij de Young Avengers voegt. Wanneer de Loki wordt gedood door de Void wordt hij herboren zonder herinneringen in een lichaam van een tiener. Kid Loki komt ook voor in de serie Loki waarin hij gespeeld wordt door Jack Veal.
Ikol
Ikol is een versie van Loki die wordt gecreëerd door Kid Loki uit een echo van zijn oudere zelf. Deze Loki kan ook Thor's hammer Mjölnir hanteren. Zijn naam is Loki achteruit gespeld.
Lady Loki
Lady Loki is een vrouwelijke versie van Loki.
President Loki
Een versie van Loki die president probeerde te worden. Wordt ook wel Vote Loki genoemd. Tom Hiddelston speelde President Loki in de serie Loki.
Andere versies
Een aantal andere versies van Loki die voorkomen in de serie Loki: Sylvie Laufeydottir (een combinatie van de personages Lady Loki en Enchantress), opschepperige Loki, klassieke Loki (een oudere Loki gebaseerd op eerdere versies van Loki uit de strips) en Alligator Loki (bijgenaamd Croki).

## Krachten en vaardigheden
Ondanks dat hij een lid van de Vorstreuzen is, heeft Loki veel vaardigheden die overeenkomen met die van de Asgardianen.
Loki bezit een zekere mate van bovenmenselijke kracht, ongeveer gelijk aan dat van de gemiddelde mannelijke Asgardiaan. Loki wordt veel minder snel oud dan een gewoon mens, maar heeft niet dezelfde vorm van “onsterfelijkheid” als andere goden zoals de Olympianen. Loki’s lichaam is immuun voor alle Aardse ziektes en infecties, en hij heeft een grote weerstand tegen fysieke verwondingen.
Loki bezit een groot aantal mystieke gaven met verschillende effecten. Hij kan een krachtige energiestraal afvuren, magische krachtvelden oproepen, tijdelijk zijn eigen kracht vergroten, andere levende wezens en zelfs levenloze voorwerpen superkrachten geven, vliegen met grote snelheid, interdimensionale teleportatie, etc.
Loki lijkt ook in zekere mate psionische krachten te hebben. Hij kon zijn gedachten overbrengen op anderen over grote afstand. Echter, hij kan geen gedachten lezen van anderen, enkel hun daden beïnvloeden.
Naast al zijn mystieke gaven is Loki ook bijzonder slim. Echter, zijn haat tegen Thor, honger naar macht en afzondering van de rest maken dat zijn plannen altijd mislukken.
Loki onthulde ooit tijdens een ontmoeting met Deadpool dat hij ervan op de hoogte is dat hij een personage in een stripboek is.

## Loki in andere media

### Marvel Cinematic Universe
Sinds 2011 verscheen het personage in het Marvel Cinematic Universe en wordt vertolkt door Tom Hiddleston. Loki Laufeyson of Loki Odinson, was de biologische zoon van Laufey, de heerser van de Frost Giants in Jotunheim. Kort na zijn geboorte werd Loki vervolgens verlaten en achtergelaten om te sterven. Gevonden door de Asgardiaanse koning Odin, werd hij meegenomen naar Asgard en opgevoed door Odin en zijn vrouw Frigga als een Asgardische prins, samen met hun biologische zoon Thor. Toen hij opgroeide, werd hij bekend als de 'God des Onheil'. Toen Thor tot koning zou worden gekroond, saboteerde Loki de kroning door de Frost Giants in Asgard binnen te laten en leidde zo dat Thor wraak wou nemen op Jotunheim, wat resulteerde in Thor's verbanning naar de aarde en Loki die de waarheid over zijn afkomst ontdekte. Loki slaagde in zijn plannen en nam de troon terwijl Odin in de Odinslaap viel, maar toen Fandral, Volstagg, Hogun en Lady Sif probeerden Thor naar huis te brengen, werd Loki gedwongen om zijn broer te doden. Niettemin keerde Thor terug van zijn ballingschap op aarde en eindigde de regeerperiode van Loki. Verloren in de donkerste diepten van het universum sloot Loki een deal met The Other, een dienaar van Thanos, die hem een krachtige Scepter gaf en het bevel voerde over hun leger van de Chitauri om de aarde te veroveren. Zodra hij naar de aarde kwam, slaagde Loki erin de mystieke Tesseract in bezit te nemen en gebruikte het in zijn macht om een portaal boven New York te openen en veroorzaakte de Chitauri-invasie, maar hij werd uiteindelijk verslagen door een groep superhelden genaamd de Avengers. Thor bracht hem terug naar Asgard, waar Odin hem veroordeelde om de rest van zijn leven in de gevangenis door te brengen als straf voor zijn misdaden.
Toen zijn moeder Frigga tijdens de plundering van Asgard werd gedood, werd Loki echter bevrijd door Thor om de Duistere Elfen en hun leider, Malekith, te verslaan die de macht van de Aether wilden gebruiken om het universum in eeuwige duisternis te veranderen. Tijdens het gevecht tegen de Dark Elves in Svartalfheim, nam Loki zijn dood waar en buiten het medeweten van iedereen in het Koninkrijk, keerde hij terug naar Asgard en verwijderde Odin met succes van de troon en nam zijn plaats in als koning, waar hij enkele jaren bleef. Uiteindelijk dwong de terugkeer van Thor Loki om zijn bedrog te onthullen. Toen het paar samen reisde om Odin te vinden, kwamen ze net te laat om Odin van de dood te redden. Door het verlies van Odin kon Hela, Odin's eerstgeborene, terugkeren uit verbanning en oorlog voeren tegen de Negen Rijken. Loki kwam terecht in Sakaar, samen met Thor, waar Loki aansloot bij de Grandmaster, terwijl Thor gedwongen werd om tegen de Hulk te vechten. Ondanks het proberen om zijn weg naar vrijheid te manipuleren, koos Loki ervoor om samen met Thor en de Revengers een laatste gevecht aan te gaan tegen Hela, waarin Loki Surtur opriep, die Hela versloeg door Ragnarök te veroorzaken en Asgard vernietigde. In de nasleep van het gevecht koos Loki ervoor om aan de kant van zijn broer te blijven en samen met het Asgardiaanse volk mee te reizen naar de Aarde. Op weg naar Aarde werd het Asgardiaanse schip onderschept door Thanos, die op zoektocht was naar de Infinity Stones, waaronder ook de Tesseract. Om zijn broer en zichzelf te redden, bood Loki Thanos de Tesseract aan. Loki probeerde zijn voormalige bondgenoot te doden, maar Thanos draaide zich om en wurgde Loki en doodde daarmee de God des Onheil. Thanos vernietigt uiteindelijk met de oneindigheidsstenen de helft van al het leven in het universum. De overgebleven Avengers reizen terug in de tijd en proberen dit ongedaan te maken, tijdens het reizen door de tijd komen ze ook Loki tegen omdat hij toen nog leefde. 
De versie van Loki die de Avengers tegen kwamen tijdens het tijdreizen ontsnapte met de Tesseract nadat deze per ongeluk op de grond werd gegooid. Hierna werd Loki opgepakt door de Time Variant Authority (TVA), de tijdpolitie, aangezien het volgens de heilige tijdlijn niet te bedoeling was dat Loki ontsnapte met de Tesseract. Een van de agenten van de TVA, Mobius M. Mobius, bood na enkele gesprekken Loki aan achter een andere Loki-variant aan te gaan. Na een ontmoeting met deze vrouwelijke Loki-variant vluchtte ze samen weg. Uiteindelijk wordt Loki de nieuwe persoon die de tijdlijnen bij elkaar houdt. Loki is onder andere te zien in de volgende films en series:
- Thor (2011)
- The Avengers (2012)
- Thor: The Dark World (2013)
- Thor: Ragnarok (2017)
- Avengers: Infinity War (2018)
- Avengers: Endgame (2019)
- Loki (2021-2023) (Disney+)
- What If...? (2021-2024) (stem) (Disney+)
- Ant-Man and the Wasp: Quantumania (2023) (post-credit scene)

### Televisieseries
Het personage Loki is onder andere te zien in de volgende animatieserie en film:
- Loki verscheen in een aflevering van de animatieserie "Spider-Man and His Amazing Friends", waarin hij zich voordeed als Thor om diens reputatie te vernielen.
- Loki speelt mee in de animatiefilm Hulk Vs.
- Loki krijgt net als Scarlet Witch zijn eigen tv-serie op de komende streaming-service van Disney.

### Computerspelen
- Loki is een eindbaas in het videospel Marvel: Ultimate Alliance, waarin hij een van de luitenants van Dr. Doom is.
- Sinds 2014 is er een verzamelfiguur van het personage Loki voor het computerspel Disney Infinity. Zodra deze figuur op een speciale plaats wordt gezet, verschijnt het personage online in het spel. De Nederlandse stem voor dit personage wordt ingesproken door Just Meijer.